# Lena K. Samuelsson
Lena Kristina Samuelsson Silow, född 2 februari 1964 i Växjö, är en svensk journalist som sedan december 2017 är publisher (chefredaktör och vd) på Aftonbladet. Hon har tidigare varit chefredaktör på Svenska Dagbladet 2001–2013.

## Uppväxt och utbildning
Lena K. Samuelsson är uppvuxen i Växjö, där hon tog studenten på Katedralskolan. 1982 började hon den tvååriga journalistutbildningen på Skurups Folkhögskola, dessförinnan hade hon varit verksam på Kronobergaren i sex år.

## Arbetsliv
Efter sin journalistexamen tjänstgjorde Samuelsson som redigerare på Arbetet. 1989 fick hon anställning på Aftonbladet, där hon avancerade till biträdande redaktionschef. Åren 2000–2001 var hon verksam i Köln och i Berlin, och när hon återvände hem fick hon tjänsten som redaktionschef på SvD. Samma år blev hon tillförordnad chefredaktör där, då hon efterträdde Hannu Olkinuora, och ordinarie året därpå.
2001–2013 var hon chefredaktör på Svenska Dagbladet (SvD).
År 2013 slutade Samuelsson som SvD:s chefredaktör för att bli koncerndirektör i Schibsted med ansvar för strategisk kommunikation och efterträddes av Fredric Karén.
Sedan december 2017 var hon, som ersättare för sjukskrivna Sofia Olsson Olsén, tillförordnad publisher på Aftonbladet och övertog rollen i samband med att Olsson Olsén lämnade tidningen i mars 2018.

## Priser och utmärkelser
År 2011 utsågs Lena K. Samuelsson till "Årets branschpersonlighet". Juryns motivering löd: ”Trots hårda sparkrav på en tuff mediemarknad har Årets Branschpersonlighet skapat en kraftfull lagmaskin som lyckas vända verksamheten till vinst och samtidigt vara nyhetsledande. Med stort självförtroende och kreativitet lyfts oväntade ämnen fram på ett nyskapande sätt. Steg för steg har produkten föryngrats och förädlats – allt i linje med varumärket.”